# Пјане (Ријети)
Пјане је насеље у Италији у округу Ријети, региону Лацио.
Према процени из 2011. у насељу је живело 16 становника. Насеље се налази на надморској висини од 678 м.